# علی کریمی (نگارگر)
علی کریمی (۱۳۷۶-۱۲۹۲ خورشیدی) یکی از نگارگران معاصر ایرانی است. وی آموزش هنر را در سن چهارده‌سالگی در مدرسه کمال‌الملک آغاز کرده و در ۲۲ سالگی دانش‌آموخته شد. کریمی چندی بعد به‌عنوان استاد برگزیده شده و پس از پنج سال تدریس، ریاست هنرستان هنرهای ایرانی را به عهده گرفت.
کریمی بیش از پانصد اثر هنری به سبک‌های سنتی و نو از خود به‌جای گذارده است. مهم‌ترین نگاره‌های او در موزه‌های ایران و نمایشگاه‌های جهانی در معرض نمایش گذاشته شده‌اند. او جوایز متعددی به پاس قدردانی از هنرش دریافت کرده است.
کریمی افزون بر کارهای هنری، مسئولیت‌های گوناگون سرپرستی و مشاوره در عرصه هنرهای ملی را نیز به عهده داشت. وی در این سمت‌ها، در جهت پیشرفت فرهنگ و هنرهای ایرانی سهم ویژه‌ای داشته است.

## زندگی‌نامه و فعالیت هنری

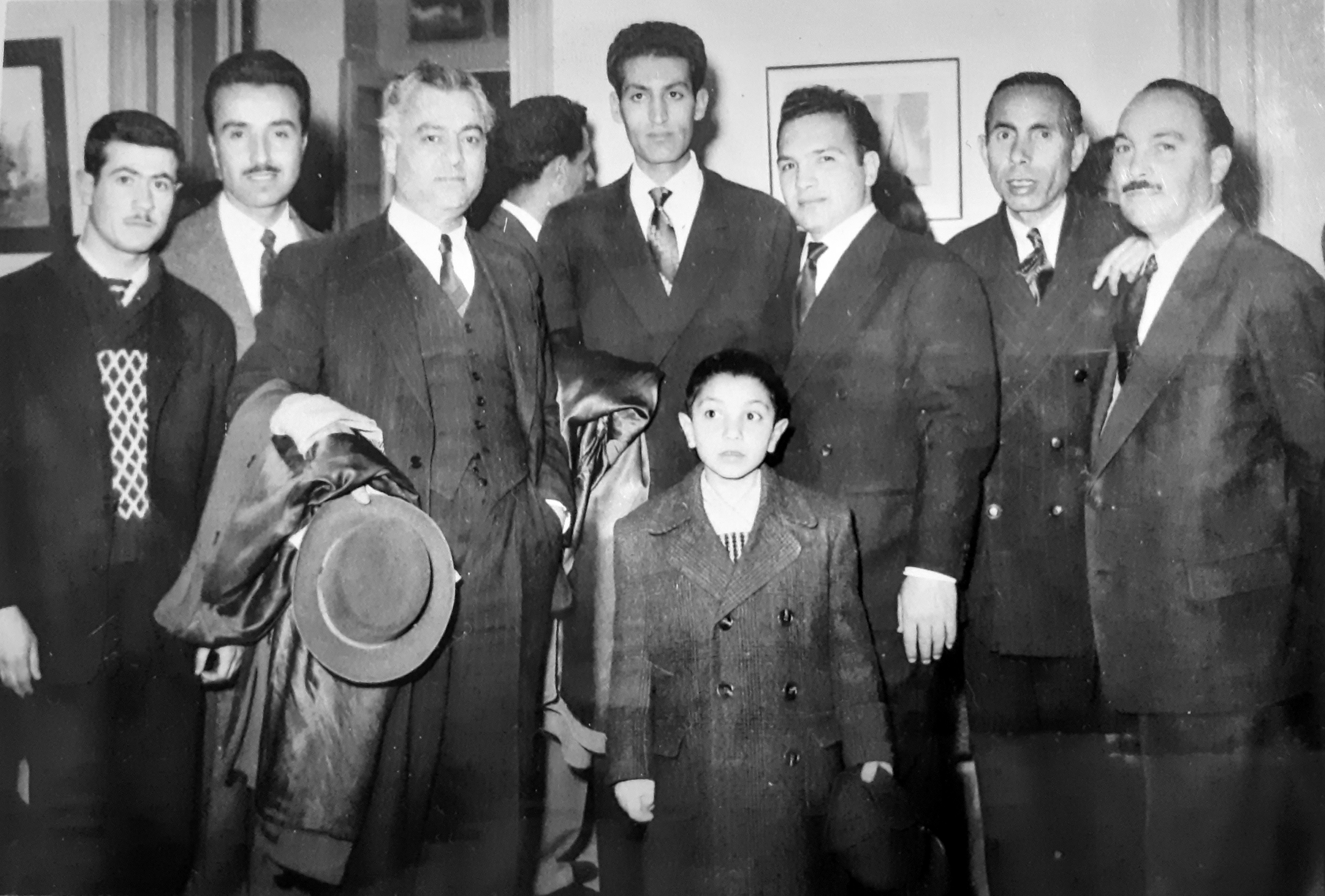
ایستاده در وسط محمد مهروان و سمت چپ علی کریمی

علی کریمی در سال ۱۲۹۲ خورشیدی در تهران متولد شد. ترسیم نقش‌های ابتدایی وی بر حاشیه کتاب‌های مدرسه و بر در و دیوارهای سفید خانه پدری اولین نشانه‌های شروع شوق و استعداد ذاتی او بود. پدر و مادر کریمی علاقه اولیه وی را به هنر مورد تشویق قرار می‌دادند. پدر کریمی پسرش را در سن ده‌سالگی در پایان تحصیلات سال چهارم ابتدایی برای تعلیم نقاشی نزد استاد حسین بهزاد مینیاتوریست مشهور معاصر برد. وی چند ماه در حجره نقاشی بهزاد کارکرد و با هنر طراحی آشنا شد.
این دوره کوتاه تعلیم اولیه نقاشی آغاز آشنایی و دوستی طولانی بین دو هنرمند بود. حاصل این دوستی سرانجام به ساخت تابلو مشترکی منجر شد که یکی از شاهکارهای نگارگری معاصر به شمار می‌آید (صحنه معروف رستم و دیو سفید بر اساس داستانی از شاهنامه فردوسی، حماسه ملی ایران)
پس از پایان دوره ابتدایی، علی کریمی تحصیلات متوسطه را در دبیرستان شروع کرد؛ اما به خاطر شیفتگی فراوان به هنر وی آن را بعد از دو سال رها کرد. او در آن زمان توجه خاصی به تنها هنرکده نقاشی در تهران یعنی مدرسه عالی صنایع مستظرفه داشت؛ بنیان‌گذار آن استاد کمال‌الملک بود که بدون شک یکی از برجسته‌ترین هنرمندان ایران محسوب می‌شود.
کریمی تحصیلات هنری خود را با علاقه ویژه به چهره‌پردازی تحت نظر کمال‌الملک آغاز کرد. یکی دیگر از استادان او، اسماعیل آشتیانی، وی را با اصول نقاشی رنگ و روغن، دورنما و طبیعت سازی آشنا کرد. تا آستانه هجده‌سالگی کریمی از این استادان تعلیم می‌گرفت. وی در این سن وارد هنرستان هنرهای ایرانی شد و در رشته مینیاتور نزد هادی تجویدی یکی از استادان این دوره به کسب مهارت نگارگری مشغول شد. او در سن بیست و دو سالگی هنرستان را با رتبه اول به پایان رساند و به‌عنوان استادیار به آموزش شاگردان در آنجا ادامه داد. چندی بعد به مقام استادی این رشته در همان هنرستان برگزیده شد و بعد از پنج سال تدریس ریاست هنرستان هنرهای ایرانی را به عهده گرفت.
در آن زمان استاد کمال‌الملک بینایی یکی از چشم‌هایش را از دست داده بود و بعد از مدتی کوتاه زندگی را بدرود گفت. چندی پس از این واقعه، کریمی به احترام و تقدیر از استاد بزرگ هنر ایران چهره او را روی عاج به سبک مینیاتور نقاشی کرد. این اثر اکنون در موزه هنرهای ملی ایران نگهداری می‌شود.

## دستاوردهای هنری
در سال ۱۳۲۲ (۱۹۴۳ میلادی)، هنگامی که روزولت، چرچیل و استالین کنفرانس تهران را تشکیل دادند، کریمی پرتره‌هایی به سبک مینیاتور از این سیاستمداران ساخت. دولت ایران این تابلوها را به عنوان هدیه به سه دولت مربوط ارائه داد. دولت‌های بریتانیا و اتحاد جماهیر شوروی سابق، کریمی را به کشورهای خود دعوت کردند. این اولین سفر وی به اروپا بود که برای او فرصت دیدار از موزه‌های هنری لندن و مسکو را فراهم کرد. نقاشی‌های کریمی نیز از طریق چندین نمایشگاه در این کشورها مورد شناسایی قرار گرفتند. وی در مسکو با هنرمند مشهور روسی سرگئی گراسیموف آشنا شد. در پی این دیدار گراسیموف پرتره او را ساخت.
در ایران، کریمی و آثار هنریش به‌خوبی شناخته شدند. در عرض چند دهه نگاره‌های او در بسیاری از شهرهای عمده آسیایی و اروپایی به نمایش گذاشته شدند. وی در سال‌های بلوغ و جاافتادگی هنریش، بدون آن که الگوهای اصیل مینیاتور را رها کند، به محتوایی نو از نگارگری روزمره و خیالی سازی عرفانی دست‌یافت که در نهایت به ابداع سبک شخصی او انجامید.
کریمی، به‌پاس قدردانی از کارش، چندین مدال و جوایز ملی و بین‌المللی به دست آورد.

## مهم‌ترین نمایشگاه ها
مهم‌ترین نمایشگاه‌هایی که وی در آن شرکت کرده است به شرح ذیل می‌باشند:
- نمایشگاه هنر آسیا در دهلی‌نو ۱۹۵۴
- نمایشگاه جهانی بروکسل ۱۹۵۸
- نمایشگاه صنایع‌دستی ایران در پاریس ۱۹۷۱
- نمایشگاه جهانی مادرید ۱۹۸۱
- نمایشگاه آسیایی توکیو ۱۹۸۶

کریمی بیش از پانصد تابلو (به‌استثنای نقاشی‌ها و طرح‌های ناتمام) ساخته است. مهم‌ترین آثار وی در موزه‌های ایران و جهان نگهداری می‌شوند؛ اما تعداد قابل ملاحظه‌ای از تابلوهای او بخشی از مجموعه‌های خصوصی در سراسر جهان را تشکیل می‌دهند.

## فعالیت های فرهنگی
کریمی نه‌تنها یک هنرمند بود بلکه وظایف دیگر فرهنگی و هنری را نیز به عهده داشت. برخی از مسئولیت‌های وی در این زمینه به این شرح می‌باشند:
- متصدی موزه هنرهای ملی ایران
- بازرس اداره هنرهای زیبا
- رئیس اداره هنرهای ملی
- مدیر مدرسه هنرهای ایرانی
- معاون رئیس هیئت‌داوران نمایشگاه جهانی بروکسل
- مشاور ارشد مرکز صنایع دستی ایران

## شاگردان سرشناس
محمد مهروان نقاش، مینیاتوریست و طراح تمبرهای ایران زیر نظر کریمی رمز و راز نگارگری ایرانی را فرا گرفته است.

## نقل مکان به ژنو
در سال ۱۳۴۱ کریمی به اروپا نقل مکان کرد و در ژنو (سویس) مستقر شد. او در آنجا کار خود را به عنوان یک هنرمند ادامه داد و عمدتاً به پژوهش درباره سبک‌شناسی هنرهای اروپایی پرداخت. در این دوره، هنرمند یک‌بار با پیکاسو ملاقات نمود و چند بار با وی و همچنین سالوادور دالی به نامه‌نگاری پرداخت.

## بازگشت به ایران
پس از دریافت دعوت نامه ای از دولت ایران، کریمی در سال ۱۳۴۳ به ایران بازگشت تا دولت را در ایجاد مرکزی برای صنایع دستی ایران حمایت کند. وی چندین سال مشاور ارشد این سازمان بوده و در پایه‌گذاری و توسعه آن و همچنین رونق کل صنایع‌دستی ایران سهم عمده‌ای داشته است. بخشی دیگر از فعالیت‌های علمی وی را در این زمان تحقیقات در مورد سبک‌ها و دوره‌های هنرهای ایرانی و اسلامی تشکیل می‌دادند.پس از پیروزی انقلاب اسلامی به تدریس هنر در دانشگاه الزهرا پرداخت و شـاگردان زیـادی تعلیم داد .وی همچنین آثارش را در نمایشگاه های انفرادی و گروهی متعدد داخلی و نیز در کشورهای مختلف آسیا، اروپا و آمریکا به نمایش گذاشت. 

## درگذشت
علی کریمی در ۲ مهرماه ۱۳۷۶ پس از یک دوره بیماری طولانی‌مدت در سن ۸۴ سالگی چشم از جهان فروبست.